# Pablo Brenes
Pablo Andrés Brenes Quesada (4 de agosto de 1982) é um futebolista profissional costarriquenho que atua como meia-atacante.

## Carreira
Pablo Brenes representou a Seleção Costarriquenha de Futebol nas Olimpíadas de 2004.